# Palais Erizzo alla Maddalena
Le palais Erizzo, également connu sous le nom de palais Erizzo alla Maddalena, est un palais de style gothique situé sur le Grand Canal, dans le sestiere de Cannaregio, à Venise. Un autre palais Erizzo a San Martino est situé dans le Sestiere de Castello.

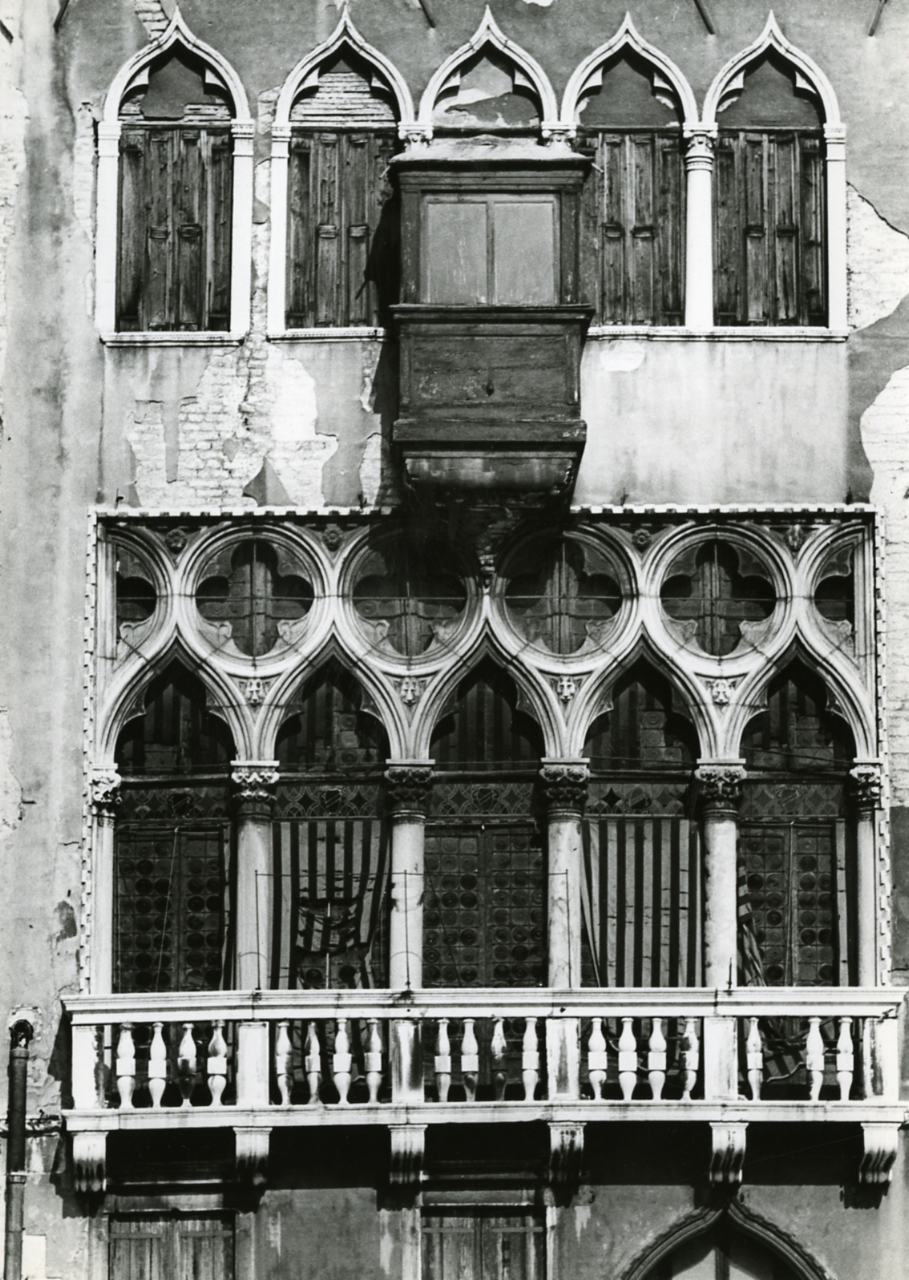
Détail photographié par Paolo Monti, 1969

## Histoire
Le palais a été construit initialement par la famille Molin mais est passé aux Erizzo en 1650 avec le mariage de Jacopo Erizzo et Cecilia Molin. La salle principale a été décorée par Andrea Celesti avec de grandes peintures illustrant l'histoire de Paolo Erizzo, bailli de Negroponte, exécuté en 1470 par le sultan Mehmet II .
Un membre de la famille Erizzo, Francesco Erizzo, était doge (1631-1646), et son monument funéraire se trouve dans l'église San Martino de Castello. La famille Erizzo disparut en 1847 avec la mort de Guido di Niccolo, mais le nom fut repris par Francesco Miniscalchi Erizzo, fils de Luigi Miniscalchi et Marianna di Andrea Erizzo ,.